# Сахарная Вата (туманность)
«Сахарная Вата» — протопланетарная туманность, связанная со звездой, находящейся на стадии после асимптотической ветви гигантов. Протопланетарная туманность представляет собой астрономический объект на такой стадии звёздной эволюции, при которой звезда начинает сбрасывать внешние слои и постепенно переходит к стадии планетарной туманности. Впервые наблюдалась космическим аппаратом IRAS. IRAS был запущен в январе 1982 года и впоследствии наблюдал около 97% неба. Объект также известен как IRAS 17150-3224. Туманность является примером протопланетной туманности типа DUPLEX.
Туманность сложно наблюдать, поскольку она обладает угловым размером всего лишь 16'' и слабо светится. IRAS 17150-3224 и его туманность расположены таким образом, что свет от звезды блокируется туманностью, благодаря чему можно исследовать кольцеобразные структуры, окружающие туманность. Сферические структуры вокруг туманности создаются на стадии красного гиганта, финальной стадии эволюции звезды.